# Flantze

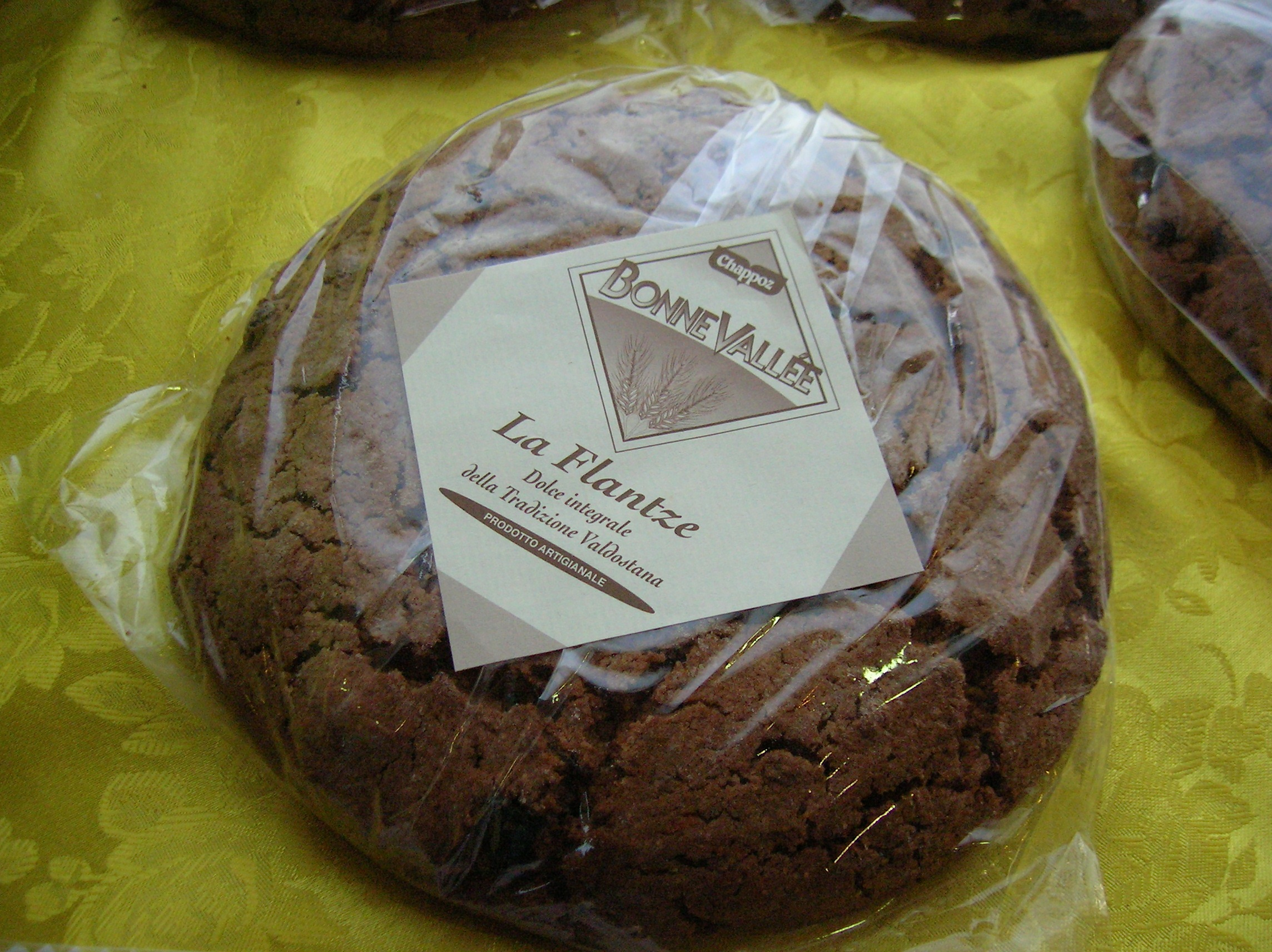
Una flantze confezionata.

La Flantze (pron. fr. AFI: [flɑ̃ts]) è un dolce tipico della Valle d'Aosta.

## Descrizione
Veniva preparato nei paesi durante la panificazione (che avveniva una o poche volte l'anno e di solito era caratterizzata dalla produzione del pane nero cotto nei forni comuni dei villaggi) a partire dallo stesso impasto di base del pane, come regalo per i bambini che partecipavano al procedimento collettivo e tradizionale. Oggi viene preparato dai panifici con lavorazione artigianale.
Tradizionalmente di forma rotonda, può essere confezionato anche a forma di animale per i bambini. Gli animali rappresentati vengono scelti tra quelli della simbologia valdostana.

## Ingredienti
Gli ingredienti di base sono la farina integrale, di solito di segale o di frumento, la frutta secca e un po' di burro.
È un pane lavorato con lo zucchero e arricchito da uvetta, mandorle, noci e scorza d'arancia candita. Oggi le aziende arricchiscono la ricetta anche con farina bianca e cacao.